# Quercus cualensis
Quercus cualensis — вид рослин з родини букових (Fagaceae); ендемік північно-західної Сьєрра-Мадре-дель-Сур — Мексика.

## Опис
Це невелике вічнозелене дерево, часто 8–10(15) метрів заввишки. Кора сіра, тріщинувата. Гілочки стрункі з численними блідими сочевичками. Листки еліптичні або вузько-ланцетні, 3–10 × 1–2 см; основа округла або злегка клиноподібна; верхівка загострена; край цілий; верх гладкий; низ блідий, без волосся або іноді з пахвовими пучками; ніжка 0.5 см завдовжки. Жолудь завдовжки 1.5 см, яйцюватий, світло-коричневий, 1 або 2 разом на короткій ніжці; чашечка охоплює 1/4–1/3 горіха.
Період цвітіння: квітень — травень. Період плодоношення: вересень — жовтень

## Поширення й екологія
Ендемік північно-західної Сьєрра-Мадре-дель-Сур — Мексика (Халіско).
Рясно трапляється в сезонно сухому сосново-дубовому лісі; на висотах 1800–2300 м. Досить криві, скручені дерева ростуть здебільшого на крутих скелястих осипових схилах, на кислих ґрунтах.